# Pedri
Pedri, właśc. Pedro González López (ur. 25 listopada 2002 w Tegueste) – hiszpański piłkarz, występujący na pozycji pomocnika w hiszpańskim klubie FC Barcelona oraz w reprezentacji Hiszpanii. Zwycięzca Mistrzostw Europy 2024. Srebrny medalista Igrzysk Olimpijskich 2020, najlepszy młody piłkarz Mistrzostw Europy 2020, uczestnik
Mistrzostw Świata 2022.

## Kariera klubowa

### UD Las Palmas
Urodzony w Tegueste, Pedri dołączył do zespołów młodzieżowych UD Las Palmas w 2018. 15 lipca 2019, mając 16 lat, podpisał profesjonalny, czteroletni kontrakt z klubem i został przeniesiony do pierwszej drużyny przez Pepe Mela.
Pedri zaliczył swój profesjonalny debiut 18 sierpnia 2019 w przegranym 0:1 meczu przeciwko Huesce rozgrywanym w ramach Segunda División. Pierwszą bramkę w profesjonalnej karierze strzelił 19 września w wygranym meczu przeciwko Sportingowi Gijón i dzięki temu został najmłodszym strzelcem w historii UD Las Palmas, mając 16 lat, 9 miesięcy i 23 dni.

### FC Barcelona
2 września 2019 FC Barcelona osiągnęła porozumienie z Las Palmas w sprawie transferu Pedriego od 1 lipca 2020. Piłkarz podpisał dwuletni kontrakt z drużyną z Katalonii, która zapłaciła za niego 5 mln euro. 27 września 2020 zadebiutował w barwach Barcelony, kiedy to w 70. minucie zastąpił Philippe Coutinho w wygranym 4:0 meczu Primera División z Villarealem. 20 października w meczu fazy grupowej Ligi Mistrzów UEFA z Ferencvárosi TC (5:1) strzelił premierową bramkę w swoim debiutanckim meczu w tych rozgrywkach. Pierwsze ligowe trafienie zaliczył 7 listopada w wygranym 5:2 spotkaniu przeciwko Realowi Betis.
28 stycznia 2023 wystąpił w swoim 100. meczu w barwach FC Barcelony, zdobywając jedyną bramkę przeciwko Gironie.

## Kariera reprezentacyjna
Pedri był młodzieżowym reprezentantem Hiszpanii U-17, U-18 i U-19. Występował także w reprezentacji do lat 21. 
25 marca 2021 zadebiutował w seniorskiej reprezentacji Hiszpanii w zremisowanym 1:1 meczu eliminacji do MŚ 2022 z Grecją.
W 2022 na Mistrzostwach Świata w Katarze doszedł ze swoją drużyna do 1/8 finału, gdzie odpadli w dogrywce po rzutach karnych (0:3) z reprezentacją Maroka.

## Statystyki

### Klubowe
(aktualne na 25 maja 2025)
| Klub               | Sezon              | Liga               | Liga  | Liga   | Puchar Króla | Puchar Króla | Europa | Europa | Inne  | Inne   | Suma  | Suma   |
| Klub               | Sezon              | Liga               | Mecze | Bramki | Mecze        | Bramki       | Mecze  | Bramki | Mecze | Bramki | Mecze | Bramki |
| ------------------ | ------------------ | ------------------ | ----- | ------ | ------------ | ------------ | ------ | ------ | ----- | ------ | ----- | ------ |
| UD Las Palmas      | 2019/2020          | Segunda División   | 36    | 4      | 1            | 0            | –      | –      | –     | –      | 37    | 4      |
| UD Las Palmas      | Ogólnie            | Ogólnie            | 36    | 4      | 1            | 0            | 0      | 0      | 0     | 0      | 37    | 4      |
| FC Barcelona       | 2020/2021          | Primera División   | 37    | 3      | 6            | 0            | 7      | 1      | 2     | 0      | 52    | 4      |
| FC Barcelona       | 2021/2022          | Primera División   | 12    | 3      | 1            | 1            | 8      | 1      | 1     | 0      | 22    | 5      |
| FC Barcelona       | 2022/2023          | Primera División   | 26    | 6      | 1            | 0            | 6      | 0      | 2     | 1      | 35    | 7      |
| FC Barcelona       | 2023/2024          | Primera División   | 24    | 4      | 2            | 0            | 6      | 0      | 2     | 0      | 34    | 4      |
| FC Barcelona       | 2024/2025          | Primera División   | 37    | 4      | 6            | 2            | 14     | 0      | 2     | 0      | 59    | 6      |
| FC Barcelona       | Ogólnie            | Ogólnie            | 128   | 20     | 16           | 3            | 41     | 2      | 9     | 1      | 194   | 26     |
| Ogólnie w karierze | Ogólnie w karierze | Ogólnie w karierze | 164   | 24     | 17           | 3            | 41     | 2      | 9     | 1      | 231   | 30     |

### Reprezentacyjne
(aktualne na 21 października 2024)
| Reprezentacja | Rok     | Mecze | Bramki |
| ------------- | ------- | ----- | ------ |
| Hiszpania     | 2021    | 10    | 0      |
| Hiszpania     | 2022    | 8     | 0      |
| Hiszpania     | 2023    | 0     | 0      |
| Hiszpania     | 2024    | 10    | 2      |
| Łącznie       | Łącznie | 28    | 2      |

## Sukcesy

### FC Barcelona
- Mistrzostwo Hiszpanii: 2022/2023, 2024/2025
- Puchar Króla: 2020/2021, 2024/2025
- Superpuchar Hiszpanii: 2022/2023, 2024/2025

### Reprezentacyjne
- Srebrny Medal Igrzysk Olimpijskich (Tokio, 2020)
- Mistrzostwa Europy 2024

### Wyróżnienia
- Kopa Trophy: 2021
- Złoty Chłopiec: 2021[15]
- Najlepszy młody zawodnik Mistrzostw Europy: 2020